# نيزينهو دوس سانتوس
نيزينهو دوس سانتوس (بالبرتغالية: Nezinho dos Santos) مواليد 21 يناير 1981 في البرازيل، هو لاعب كرة سلة برازيلي. بدأ مسيرته الاحترافية في سنة 2000. يلعب في الدوري البرازيلي لكرة السلة كلاعب هجوم خلفي. يحمل الرقم 23. يبلغ طوله 6 قدم 1 بوصة (1.9 م). حقق المركز الأول في بطولة أمم الأمريكتين لكرة السلة 2005. لعب مع فرانكا لكرة السلة ونادي فاسكو دا غاما (كرة سلة).

## سجل المنافسة
شارك في المنافسات التالية:
- بطولة أمم الأمريكتين لكرة السلة 2007
- بطولة أمم الأمريكتين لكرة السلة 2011

## الميداليات
| الميدالية | المسابقة                             |
| --------- | ------------------------------------ |
| ذهبية     | بطولة أمم الأمريكتين لكرة السلة 2005 |
| فضية      | بطولة أمم الأمريكتين لكرة السلة 2011 |

## روابط خارجية
- نيزينهو دوس سانتوس على موقع الاتحاد الدولي لكرة السلة (الإنجليزية)
- نيزينهو دوس سانتوس على موقع كرة السلة الأوروبية.كوم (الإنجليزية)
- نيزينهو دوس سانتوس على موقع ريلجم (الإنجليزية)
- نيزينهو دوس سانتوس على موقع بروبوليرز (الإنجليزية)
- نيزينهو دوس سانتوس على موقع سبورتس رفرنس (الإنجليزية)